# Olivier Wang-Genh
Olivier Reigen Wang-Genh, né le 17 avril 1955 à Molsheim (Alsace), est maître, moine et enseignant bouddhiste de l’école zen Sōtō. Il est président délégué de l'Union bouddhiste de France depuis 2021, de l'Association zen internationale (AZI) depuis 2015 et de la Communauté bouddhiste d'Alsace (CBA) depuis 2010.

## Biographie
Olivier Reigen (霊験/靈驗 efficace) Wang-Genh rencontre le bouddhisme zen en mars 1973. Il traverse alors une période d'instabilité qui dure plusieurs années. Il reçoit l’ordination de moine en 1977 par le maître zen japonais Taisen Deshimaru, venu en France pour disséminer sa pratique. Il suivra l'enseignement de son maître jusqu'à la mort de ce dernier, en 1982.
Il reçoit la transmission du Dharma en 2001 par le maître japonais Dosho Saikawa et devient moine-missionnaire (Kyoshi 教師) de l’école Sōtō en 2004.

## Responsabilités
De 1973 à 1982, il participe au développement du dojo (道場 Lieu cultuel) de Strasbourg et en prend la direction en 1986. À partir de 1987, avec l'aide de la Sangha allemande et française, il fonde des dojos en Allemagne (Baden Württemberg), en France (Alsace) et en Suisse (Bâle).
Il fonde le temple zen  Taïko San Ryu mon Ji [Temple（Ji 寺）de la Porte du Dragon（Ryumon 龍門）de la Vieille Montagne（Taïkosan 古山）] à Weiterswiller dans le nord de l'Alsace en 1999 et en devient officiellement abbé en 2010.
De 2007 à 2012 et de 2019 à 2020, il a été président de l'Union bouddhiste de France (UBF). De ce fait, il représente les bouddhistes à la Conférence des Responsables de Culte en France (CRCF),,. De 2013 à 2015, il a été vice-président de l'UBF.

## Galerie du temple Kosan Ryumon Ji

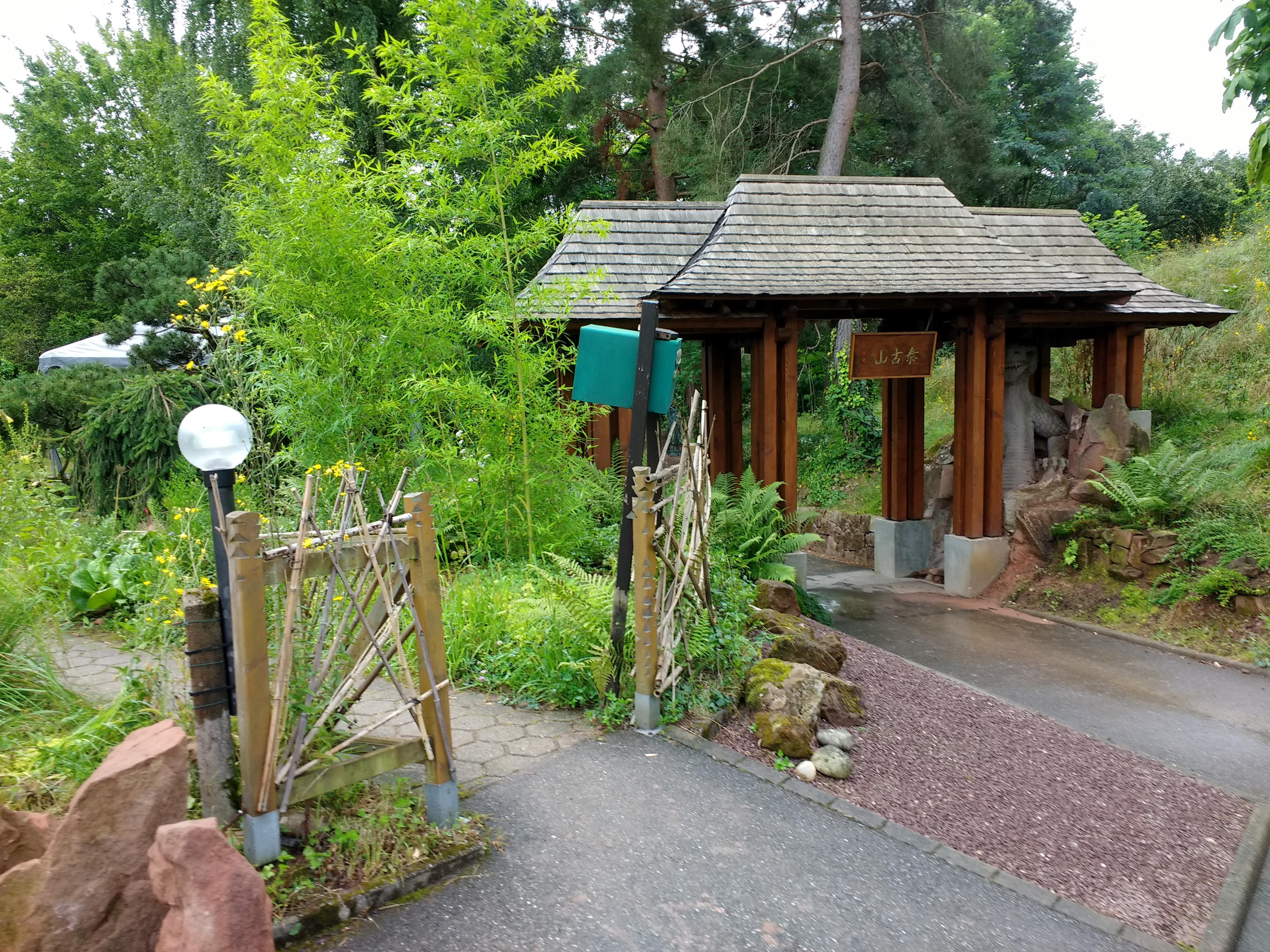
Entrée du temple.
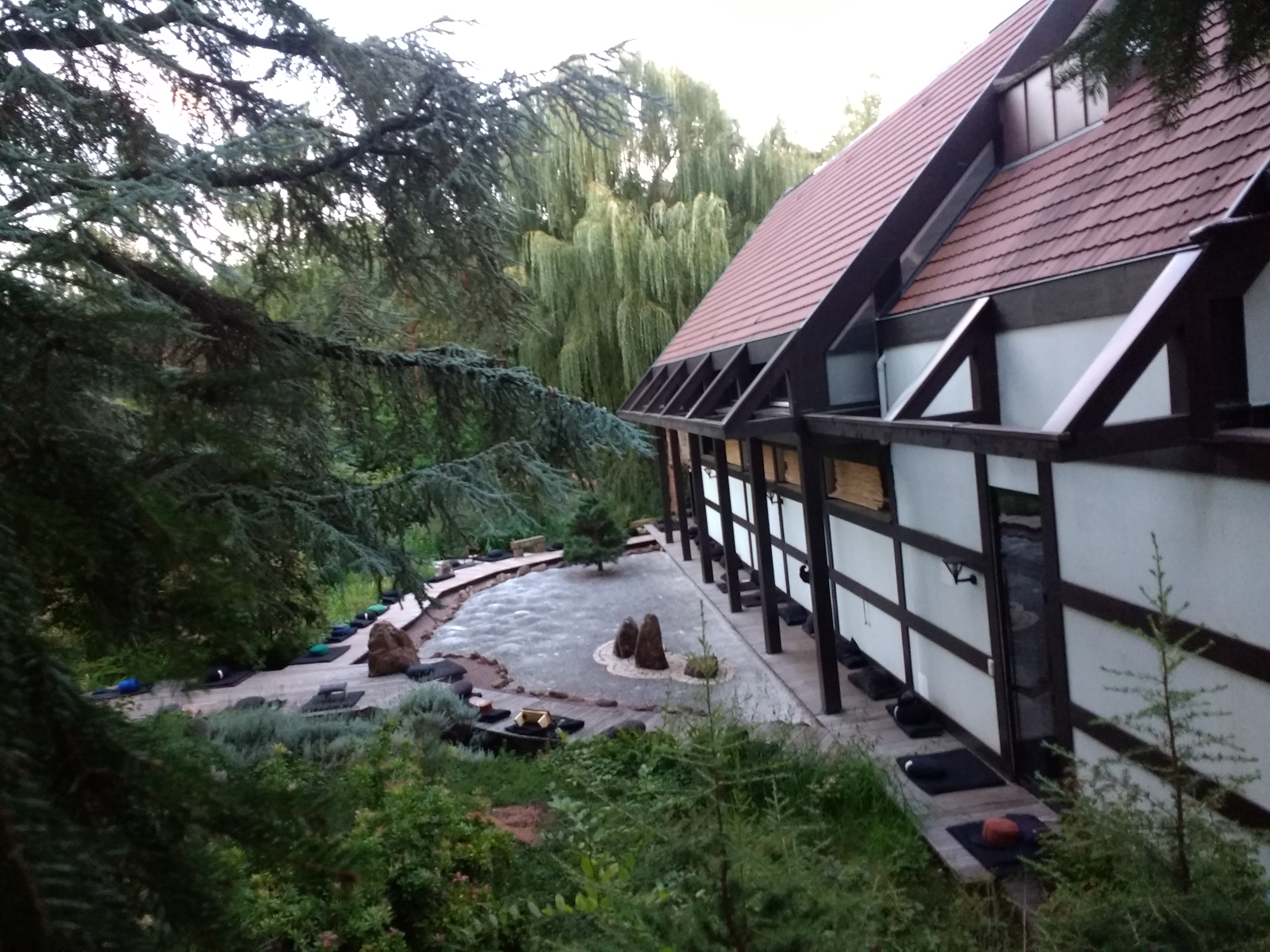
Dortoirs et Dojo.
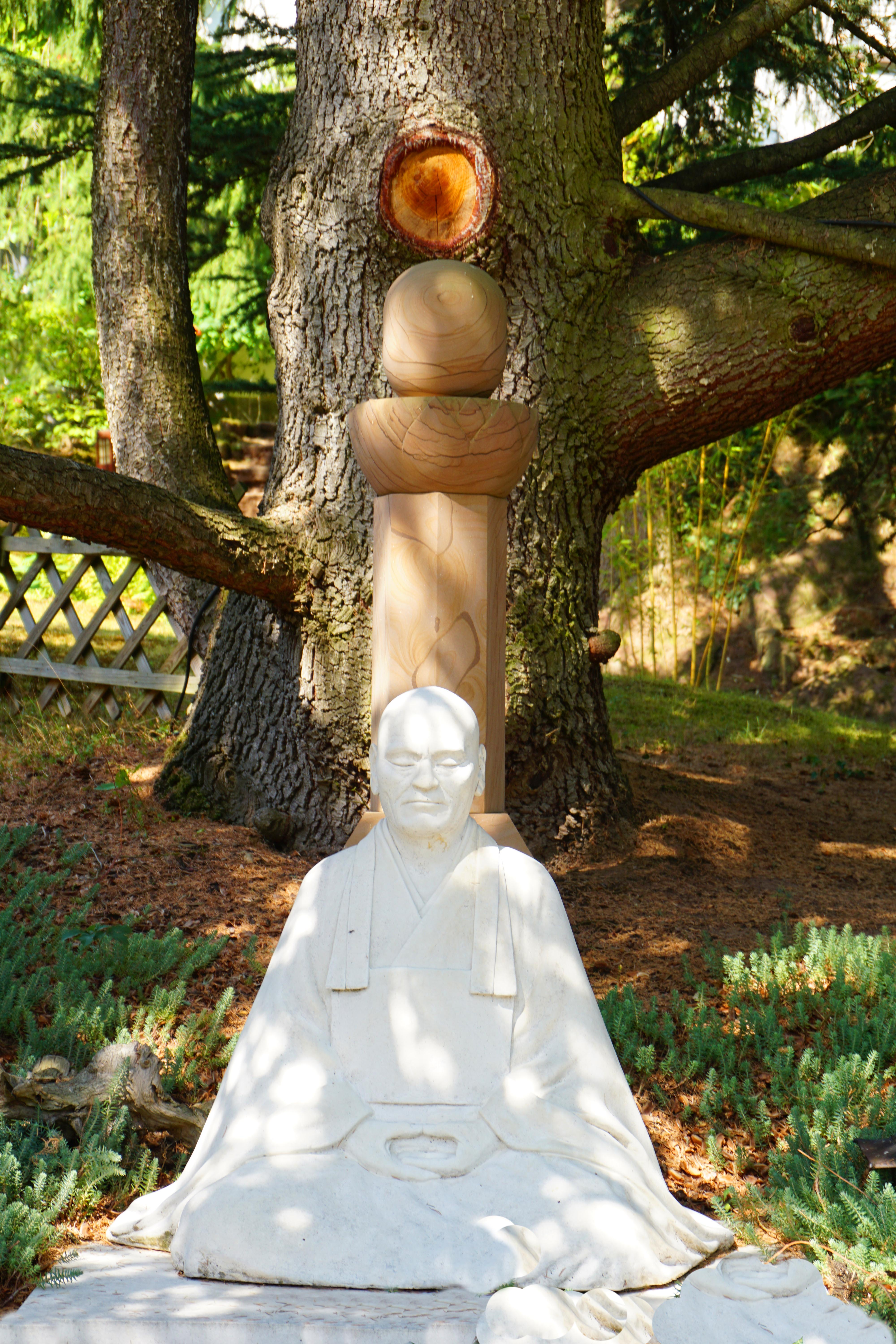
Taisen Deshimaru dans le jardin zen du temple.
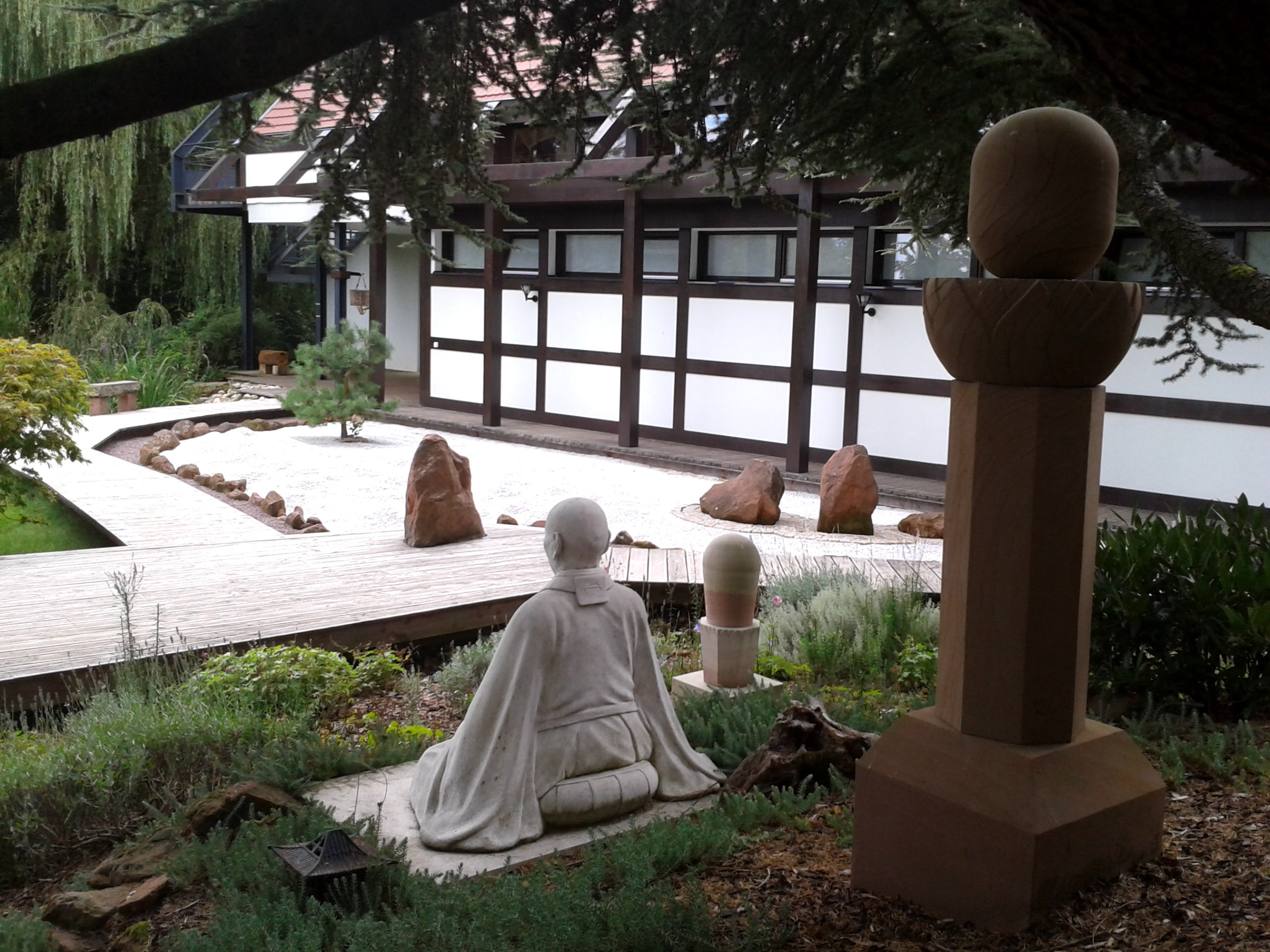
Sculpture du maître zen Taisen Deshimaru dans le jardin zen.

## Ouvrages
- Shushôgi, commentaires et enseignements, Éd. Temple Ryumon Ji (ja), 2006  (ISBN 978-2-9526505-0-2).
- C'est encore loin l’Éveil, Éd. LE RELIÉ, 60 pages, mars 2020  (ISBN 978-2-35490-227-8).
- Six Paramita, Ed. Temple Ryumon Ji  (ISBN 978-2-493-09300-4).